# Cyanocitta
Cyanocitta är ett litet fågelsläkte i familjen kråkfåglar inom ordningen tättingar. Släktet omfattar endast två arter som förekommer i Nord- och Centralamerika från Alaska till Nicaragua:
- Blåskrika (C. cristata)
- Granskrika (C. stelleri)